# MÁV 335 sorozat
A MÁV III osztály (később MÁV 335 sorozat) egy tehervonati szerkocsisgőzmozdony-sorozat volt a Magyar Államvasutaknál, amely mozdonyokat különböző magánvasút-társaságok is vásároltak és ezek államosításával kerültek MÁV állományba.

## Kifejlesztése
A  MÁV első tehervonati gépei a Hatvan típusú III b. osztályú (később: 355 sorozat) voltak, amelyeket még a Magyar Királyi Államvasutak elődje, a Magyar Északi Vasút (MÉV) szerzett be és a MÁV további példányokat rendelt belőlük. Hamarosan döntés született azonban egységes mozdonytípusok bevezetéséről és a döntés a bécsújhelyi Sigl gyár mozdonyaira esett. Az új járművek jellemzőit a MÁV a gyártóval közösen határozta meg. A mozdonyok tervezését bécsújhelyi Sigl gyár konstruktőre, Franz Fehringer irányította. Összesen négyféle mozdony és kétféle szerkocsitípus terveit dolgozták ki, melyeket a MÁV saját maga számára szabványként fogadta el:
- C tengelyelrendezésű mellékvonali (akkori kifejezéssel: másodrangú) mozdony kéttengelyű szerkocsival,
- 1B tengelyelrendezésű fővonali (akkori kifejezéssel: elsőrangú) személy- és vegyesvonati mozdony háromtengelyű szerkocsival,
- C tengelyelrendezésű fővonali tehervonati mozdony háromtengelyű szerkocsival,
- D tengelyelrendezésű fővonali hegyi tehervonati mozdony háromtengelyű szerkocsival.

Mind a négy típus számos közös megoldást tartalmazott, műszakilag egymáshoz a legközelebb mégis C tengelyelrendezésű tehervonati és 1B tengelyelrendezésű személy- és vegyesvonati mozdonytípus álltak. Tervezésük során törekedtek arra, hogy a lehető legtöbb szerkezeti elemük azonos legyen. Így például a két típus kazánja, vezérműve, mozdonysátra és szerkocsija azonos kivitelű lett, eltéréseket csak a legszükségesebb mértékben lehet felfedezni.
Ez a gondolkodásmód hosszú évtizedekkel előzte meg például a német Einheitslok (egységmozdony) koncepcióját és nagyban hozzájárult ahhoz, hogy e két típus mind a MÁV, mind a legtöbb hazai magánvasút szabványos típusaivá válhassanak. A magántársaságok államosításakor szintén nagy könnyebbséget jelentett, hogy a MÁV mozdonyállaga nem bővült sok különböző, eltérő paraméterekkel bíró típussal.
Az új, az osztrák gyárnál 7. típusként jelölt C tengelyelrendezésű fővonali tehervonati mozdonyok alapvetően a III b. osztályú mozdonyokra hasonlítottak, de a kazán méreteit nagyobbra tervezték, így a mozdony tömege, ezzel együtt a vonóereje is növekedett.
A C-tengelyelrendezésű tehervonati kivitelből az első tizennyolc példányt a Magyar Királyi Államvasutak 1869–1870-ben III. osztályjelzéssel és 17–26, 28–31 és 37–40 pályaszámokkal állította szolgálatba. 1869-ben még további négy darabot vásárolt, az általa 1870-ben újonnan megnyitott és eleinte még szigetüzemként működő Zákány–Zágráb vonal forgalmának ellátására, 1–4 pályaszámokkal. A 28–31 pályaszámú mozdonyokat a bécsi, a többit bécsújhelyi Sigl gyár szállította.

## Szerkezete
A III. osztályú mozdonyok C tengelyelrendezésű, azaz három, a keretbe mereven ágyazott kapcsolt kerékpárral, futókerékpár nélkül készült, kéthengeres, ikergépezetű, szerkocsis gőzmozdonyok voltak. A gőzhengerek és az állókazán a tengelyek vonalán kívül helyezkedtek el, azaz „túllógó” tömegek voltak, mely a mozdony mozgását nagyobb sebességeknél nyugtalanná tették.

### Keret, futómű, mozdonysátor
A III. osztályú mozdonyoknál megtartották a IIa. és IIIb. osztályú mozdonyoknál alkalmazott elrendezést, melyeknél a mozdony kerékpárjait külső elrendezésű, kettős lemezkeretbe foglalták. A kettős lemezkeretnél a mindkét hossztartót két-két, egymáshoz közel elhelyezett párhuzamos, 10 mm vastag folytvas-lemez alkotja. A hossztartók elején nagy méretű kivágásokat ejtettek a külső hengerekkel egybeöntött belső tolattyútestek miatt. A hossztartókat elöl a mellgerenda, míg hátul a kapocsszekrény kötötte össze, közöttük pedig a hengermerevítők, valamint a kerékpártengelyek között, azoktól egyenlő távolságra egy-egy függőleges kereszttartó merevítették. Az előbbiek a füstszekrény, utóbbiak a hosszkazán alátámasztására is szolgáltak. A keretbe épített három kapcsolt kerékpár közül a középső a szélsőktől egyenlő, 1,58 m távolságban helyezkedett el. A kerekek átmérője 1220 mm volt. A kerékpárok végére a IIa. és IIIb. osztályú mozdonyokkal azonos módon Hall-rendszerű forgattyúnyak-csapágyas forgattyúkat húztak fel. Ez az elrendezés, mely a forgattyút és a csapágy forgórészét egy öntvényben egyesíti a Sigl mozdonygyár ebben az időben elterjedten alkalmazott megoldása volt. Előnye a külső keret alkalmazhatósága és az ekkoriban a nyugodt futás szempontjából fontosnak tartott széles rugóbázis volt. Hátránya, hogy hőnfutás esetén könnyen lelazul a tengelyről.
Mindegyik kerékcsapágy fölött egy-egy lemezrugót helyeztek el, melyek közül a 2. és 3. tengelynél lévőket mindkét oldalon egy-egy himbás kiegyenlítő szerkezet kapcsolta össze. A tengelyágy-tokok húzóékekkel után állíthatóak voltak.
A mozdonyok vezetőállására már teljes homloklemezzel és tetővel ellátott mozdonysátrat szereltek, melynek oldalaira még elég nagy kivágások kerültek. A pálya megfigyelését előre egy-egy ovális homlokablak tette lehetővé.

### Kazán
A állókazán sík tűzszekrénnyel és módosított Crampton-rendszerű mennyezettartós, hengeres alakú állókazán fedéllel, 14 mm vastag lemezekből készült és mélyen a hátsó kapcsolt kerekek közé nyúlt be, így szélessége alul 70 mm-rel kisebb volt. Az 1,64 m² felületű rostély vízszintes helyzetű volt. A rostély fixen beépített és a hamuládának sincsenek fenékcsappantyúi, csupán az égéshez szükséges levegőt bebocsátó légcsappantyúi. Ezért a rostélyról a salakot salaklapáttal, a hamut a hamuládából hamukotróval, kézi erővel kellett eltávolítani. Az állókazánt ún. golyvafallal csatlakoztatták a hosszkazánhoz, melyet három, 14 mm vastag folytvaslemezből álló övből szegecseltek össze. Az 1,3 m átmérőjű 1,75 m magasan lévő középvonalú hosszkazánban 176 db 46,5/52 mm átmérőjű, 4,2 m hosszú sárgaréz tűzcsövet helyeztek el (ezeket később folytvas tűzcsövekkel cserélték ki). Az első kazánövön helyezték el a nagy méretű gőzdómot, melybe a síktolattyús gőzszabályozó került. A gőzdómra közvetett terhelésű rugómérleges biztonsági szelepet szereltek. A gőznyomás a már ebben az időben is kissé alacsonynak számító 8,5 bar értékű volt. A füstszekrény rövid, a gőzfúvó változtatható kivitelű volt. A mozdony kéménye hengeres formájú, öntöttvas kivitelű volt. A kazánt 1–1 db 9, illetve 7 mm-es nyílású Friedmann-rendszerű nem szívó, „restarting” frissgőz-lövettyű táplálta vízzel.

### Gépezet
A két, kereten kívül elhelyezett vízszintes gőzhenger a második kapcsolt kerékpárt hajtotta. A gőzhengerek folytvas beömlőcsövei mindkét oldalon 117/127 mm átmérőjűek és 1,6 m hosszúak, szintén folytvas kiömlőcsövei 140/152 mm átmérőjűek és szintén 1,6 mm hosszúak voltak.  A hengerek legnagyobb töltése mindkét irányban 70% volt. A keresztfejek kétvezetékesek voltak. A hajtó- és csatlórudak téglalap-keresztmetszettel készültek. A kapcsolórudak fejei zárt kivitelűek voltak. A dugattyúrudat mindkét hengerfedélen átvezették és kenderfonatos tömítéssel látták el.
A mozdony fémcsatornás Trick-rendszerű síktolattyúkkal készült. A mozdonyok teljes vezérművét, beleértve a kívül elhelyezett gőzhengerekkel egybeöntött tolattyúszekrényeket a kereten belül helyezték el. A tolattyú belső túlfedése 2 mm, külső túlfedése 28 mm volt. A tolattyúkat úgynevezett keresztezett rudazatos Stephenson-rendszerű vezérművek mozgatták, mely tehervonati mozdonyoknál előnyös. Az excenterek a középső, hajtott tengelyre voltak felékelve.  A kormányvonórudat kormányemeltyűvel szabályozták.

### Segédberendezések
A típus tagjaira sebességmérőt nem szereltek fel.  Kedvezőtlen tapadási viszonyok esetén a mozdony futóhídjának elején elhelyezett homoktartályból lehetett homokot juttatni az első kapcsolt kerékpár elé. A mozdonyra semmilyen fékberendezést nem szereltek fel.

### Szerkocsi
A III. osztályú mozdonyok háromtengelyes szerkocsit kapcsoltak. A szerkocsi hossztartói kettős lemezeléssel készült, 8 mm-es lemezvastagsággal. A hossztartókat elöl a kapocsszekrény, hátul a vonószekrény kötötte össze. A középső tengely itt is a két szélső távolságának a felénél helyezkedik el. Mindegyik kerékcsapágy fölött egy-egy lemezes rugót helyeztek el a hossztartó kivágásaiban. Az első két tengely rugóit oldalanként himbák kötötték össze. A hossztartókra támaszkodik 12,5 m³-es víztartály, melyben hullámtörő lemezeket helyeztek el, a víztartály tetején pedig 7 tonna szén befogadására alkalmas szénférőt alakítottak ki. A szerkocsi mindhárom tengelyét csavarorsós kézifékkel fékezték, a féktuskók egy oldalról (hátulról) szorultak a kerekekre.

## Sorozatgyártás a MÁV részére
A MÁV a következő években is folytatta a III. osztályú mozdonyok beszerzését:
- 1871-ben 52–53 pályaszámokkal 2 db,
- 1872-ben 56–69 és 93–96 pályaszámokkal összesen 18 db mozdony készült a bécsújhelyi gyárban.

Ekkor a zákány–zágrábi mozdonyokat is átszámozták 101–104 pályaszámokra.
1874-ben a MÁV saját gépgyárából is kigördültek az első saját hazai gyártású mozdonyok, melyek a Sigl-tervdokumentáció felhasználásával szintén III. osztályúak voltak:
- 1874–1875-ben D{\displaystyle {}_{1}}{\displaystyle {}^{I}} (később 1{\displaystyle {}^{1}}) szerkezetszámon készült 108–119 pályaszámokkal összesen 12 db,
- 1878-ban D{\displaystyle {}_{1}}{\displaystyle {}^{II}} (később 1{\displaystyle {}^{2}}) szerkezetszámon készült 165–170 pályaszámokkal 6 db ilyen típusú mozdony készült.

A típusból tehát a MÁV összesen 60 darabot szerzett be.

## Magántársaságok beszerzései
A fentiekben már említettek szerint a hazai vasúttársaságok nagy része a Sigl-mozdonyokat szabványosnak elfogadva a MÁV-mozdonyaival azonos kivitelű mozdonyokat szerzett be. Ezen kívül két osztrák magánvasút is forgalomba állította a típus:
| A magyar és osztrák magánvasutak által beszerzett III. osztályú mozdonyok szállítási adatai | A magyar és osztrák magánvasutak által beszerzett III. osztályú mozdonyok szállítási adatai | A magyar és osztrák magánvasutak által beszerzett III. osztályú mozdonyok szállítási adatai | A magyar és osztrák magánvasutak által beszerzett III. osztályú mozdonyok szállítási adatai | A magyar és osztrák magánvasutak által beszerzett III. osztályú mozdonyok szállítási adatai | A magyar és osztrák magánvasutak által beszerzett III. osztályú mozdonyok szállítási adatai |
| Vasút                                                                                       | Mennyiség                                                                                   | Gyártási idő                                                                                | Osztály/ sorozatjel                                                                         | Pályaszám                                                                                   | Megjegyzés                                                                                  |
| ------------------------------------------------------------------------------------------- | ------------------------------------------------------------------------------------------- | ------------------------------------------------------------------------------------------- | ------------------------------------------------------------------------------------------- | ------------------------------------------------------------------------------------------- | ------------------------------------------------------------------------------------------- |
| MÉKV                                                                                        | 24 db                                                                                       | 1869–1870                                                                                   | III. osztály                                                                                | 50–55 58–73 56II–57II                                                                       | –                                                                                           |
| ATV                                                                                         | 6 db                                                                                        | 1870                                                                                        | III. osztály                                                                                | 1–6                                                                                         | –                                                                                           |
| MKV                                                                                         | 29 db                                                                                       | 1870–1873                                                                                   | III. osztály                                                                                | 41–69                                                                                       | –                                                                                           |
| MNyV                                                                                        | 26 db                                                                                       | 1871–1873                                                                                   | III. osztály                                                                                | 21–46                                                                                       | –                                                                                           |
| EMGV                                                                                        | 22 db                                                                                       | 1871 1872 1885                                                                              | III. osztály                                                                                | 1–7, 10–11 12–20 23–26                                                                      | További 4 db-ot már a kkStB vett át                                                         |
| LCJE                                                                                        | 7 db                                                                                        | 1872 1874                                                                                   | IVe osztály                                                                                 | 55–57 64–67                                                                                 | 1875-ben átszámozva 155–157 psz.-ra –                                                       |
| EAB                                                                                         | 16 db                                                                                       | 1873–1874                                                                                   | BNa II                                                                                      | 1–16                                                                                        | –                                                                                           |
| GYSEV                                                                                       | 5 db                                                                                        | 1875                                                                                        | III. osztály                                                                                | 11–15                                                                                       | –                                                                                           |

A bécsi gyár által szállított MNyV 43–44 és LCJE 64–67 pályaszámú járművek kivételével az összes mozdonyt a bécsújhelyi gyár szállította.
14 darab, eredetileg a MÁV-nak szánt ilyen típusú mozdonyt a vonóerő-hiánnyal küzdő Bajor Királyi Államvasutak vásárolt, ahol a C III osztály (Sigl típus) jelölést kapták.

## Mozdonycsere, államosítások
Az Erzherzog Albrecht-Bahn (EAB) üzemét 1884-től a kkStB vitte, BNa II típusjelű mozdonyait pedig a 4601–4616 pályaszámokkal vette állományba.
A Magyar Keleti Vasúttársaság (MKV) 1876-os államosításakor a társaság III. osztályú mozdonyait a MÁV 241–269 pályaszámokkal sorozta be állományába.
A MÁV az Magyar Nyugoti Vasúttal (MNyV) az 1870-es évek második felében mozdonycserében állapodott meg: a szintén az MKV-től átvett és a MÁV-nál 215–217, 219–220 és 222 pályaszámú II. osztályú mozdonyait átadta az MNyV-nek a társaság III. osztályú 28, 38–39, 26, 36 és 22 pályaszámú mozdonyaiért cserébe. A MÁV-hoz került III. osztályú mozdonyok az átadott II. osztályú mozdonyok pályaszámait (215II–217II, 219II–220II és 222II) kapták.
1889-ben a Magyar Nyugoti Vasút államosításával 
- a társaság a 21, 23–25, 27, 29–35, 37, 40–42 és 46 pályaszámú III. osztályú mozdonya is a MÁV állagába került, mely a 860–876 pályaszámokat adta nekik;
- a társaság a 43–45 pályaszámú III. osztályú mozdonya a kkStB állagába került, mely a 4626–4628 pályaszámokat adta nekik;

Az ugyanebben az évben államosított Első Magyar Gácsországi Vasút (EMGV) III. osztályú mozdonyai közül
- az 1–7 és 10–12 pályaszámúak a MÁV állományába kerülve a 1006–1014 pályaszámokat kapták,
- az 13–20 és 23–26 pályaszámúak a kkStB állományába kerülve a 4618–4625 és a 4629–4632 pályaszámokat kapták, további négy, még az EMGV által megrendelt példányt pedig 4633–4636 pályaszámokkal már közvetlenül a kkStB-nek szállította le a bécsújhelyi gyár.

Úgyszintén 1889-ben, a Lemberg-Czernowitz-Jassy Eisenbahn (LCJE) államosításával IVe osztályú mozdonyaikat a kkStB 4637–4643 pályaszámokkal vette át.
1890-ben a Magyar Északkeleti Vasutat a magyar állam váltotta meg, III. osztályú mozdonyai a MÁV-nál az 1100–1123 pályaszámokat kapták.

## Átszámozások

### Magyarország
A járművek nyilvántartásának átláthatósága érdekében 1891-ben bevezetett második számozási rendszerben az összesen 146 db mozdony az osztályjelzés változatlansága mellett az 2001–2146 pályaszámokat kapta, az addigi pályaszámok növekvő sorrendjében.
1891-ben az Arad–Temesvári Vasúttársaságot (ATV) is államosították. Ennek a társaságnak a III. osztályú mozdonyait a MÁV már az új számozási rendszer szerint a 2147–2152 pályaszámokkal vette állományba.
A mozdonyok 1894-től új hadijelet kaptak, mely a típus esetén  {\displaystyle {\tfrac {\mathrm {III\ 275} }{\mathrm {B} _{5}}}}  lett.

### Ausztria
A kkStB ugyanazon hadijelet alkalmazta mozdonyain. A vasút 1905-től a mozdonyainak számozását módosította. Ez a 4601..4643 pályaszámú mozdonyok esetében arra korlátozódott, hogy a pályaszám első két jegyét ponttal elválasztották az utolsó kettőtől. Innentől a mozdonyok a 46 sorozatjelet viselték, pályaszámaik pedig 46.01..43 lettek. Az átszámozást 41 mozdonyon hajtották végre, két mozdonyt ekkorra már leselejteztek.

## Üzemük az első világháború végéig

### Magyarország
A mozdonyok a MÁV szabványos síkvidéki tehervonati gépei lettek, minden pályán megtalálhatók voltak. A salgótarján-ruttkai és károlyváros-fiumei vonalon egy ideig személyvonatokat is továbbítottak.
Az 1880-as évektől a sorozat tagjai közül 37 mozdonynak a füstszekrényét folyamatosan átépítették hosszú, ún. „amerikai” kivitelre. (7 példányt utólag bajor rendszerű nagynyomású gőzfűtéssel is elláttak. A IIIe. osztályú mozdonyok megjelenése és nagyszámú elterjedése után a III. osztály tagjai kisebb jelentőségű feladatokat kaptak, legtöbbször tartalékszolgálatot láttak el.
A III. osztályú mozdonyok 1911-ben a 335,001–152 sorozatjelet és pályaszámokat kapták. A szerkocsik típusjele B lett.
A MÁV mozdonyainak nagyjavítását műhelyei között 1918-tól nem területenként, hanem típusonként osztotta el. A 335 sorozat mozdonyainak nagyjavítására a Kolozsvári Műhelyt jelölték ki. A típus engedélyezett vonatterheléseit a MÁV számításokkal az alábbiak szerint állapította meg: 

| A III. osztályú mozdonyok engedélyezett vonatterhelései | A III. osztályú mozdonyok engedélyezett vonatterhelései | A III. osztályú mozdonyok engedélyezett vonatterhelései | A III. osztályú mozdonyok engedélyezett vonatterhelései | A III. osztályú mozdonyok engedélyezett vonatterhelései | A III. osztályú mozdonyok engedélyezett vonatterhelései | A III. osztályú mozdonyok engedélyezett vonatterhelései |
| Pálya- emelkedés                                        | 15 km/h                                                 | 20 km/h                                                 | 25 km/h                                                 | 30 km/h                                                 | 40 km/h                                                 | 45 km/h                                                 |
| ------------------------------------------------------- | ------------------------------------------------------- | ------------------------------------------------------- | ------------------------------------------------------- | ------------------------------------------------------- | ------------------------------------------------------- | ------------------------------------------------------- |
| 0‰                                                      | 2075 t                                                  | 1674 t                                                  | 1323 t                                                  | 1054 t                                                  | 663 t                                                   | 530 t                                                   |
| 5‰                                                      | 640 t                                                   | 533 t                                                   | 438 t                                                   | 363 t                                                   | 248 t                                                   | 206 t                                                   |
| 10‰                                                     | 355 t                                                   | 294 t                                                   | 240 t                                                   | 198 t                                                   | 132 t                                                   | 109 t                                                   |
| 16‰                                                     | 216 t                                                   | 176 t                                                   | 141 t                                                   | 113 t                                                   | 71 t                                                    | 55 t                                                    |
| 20‰                                                     | 165 t                                                   | 132 t                                                   | 104 t                                                   | 81 t                                                    | 47 t                                                    | 34 t                                                    |
| 25‰                                                     | 122 t                                                   | 95 t                                                    | 72 t                                                    | 54 t                                                    | –                                                       | –                                                       |

Két mozdonyt a MÁV 1913-ban a Pécs–Barcsi Vasútnak (PBV) adott kölcsön.
A GYSEV valamennyi III. osztályú mozdonyát amerikai füstszekrénnyel szerelték fel az 1880-as években. Mivel a vasútnak további tehervonati mozdonyokra volt szüksége, ezért a vasúttársaság 1890-ben a 3 pályaszámú, 1891-ben 2 pályaszámú II osztályú mozdonyát III. osztályúvá építtette át a Bécsújhelyi Mozdonygyárban, mely a két típus közötti hasonlóság miatt aránylag könnyen megvalósítható volt. A GYSEV az átépített mozdonyoknak a 18 és a 19 pályaszámokat adta.

### Ausztria
A kkStB tovább folytatta a 46 sorozatú mozdonyok selejtezését, így az első világháború végét csak a 24 db érte meg.

## Az első világháború után
A vesztes első világháború után az elszakított területeken maradt, a tanácsköztársaság bukását követő román megszállás során elhurcolt, valamint a trianoni békeszerződés következtében az utódállamoknak ítélt vasúti járművek között a 335 sorozatú mozdonyok nagy része is a határokon túlra került. A mozdonyok eloszlása az alábbiak szerint alakult:
- MÁV: 66 db
- CFR: 53 db
- ČSD: 6 db
- SHS: 18 db
- PKP: 2 db
- FS: 3 db

A kkStB 46 sorozatú mozdonyai közül:
- BBÖ: 3 db
- PKP: 20 db
- 1 db-ot 1921-ben selejteztek.

### Magyarország
A Magyarországon maradt 335-ösök legnagyobb részét az 1930-as évek közepén selejtezték, néhány példányt a MÁV pedig iparvállalatoknak adott el. A második világháborút csak 3 példány élte túl.
A GYSEV III. osztályú mozdonyai a két világháború között és a második világháború alatt is üzemben voltak, bár a hadi forgalom vonatterheléseivel nem tudott lépést tartani. A 12 és a 18 pályaszámú mozdony a háborúban elpusztult, a roncsokat 1949-ben selejtezték. A 14 és 15 pályaszámú mozdonyokat háborús sérülések miatt a háború után szintén nem helyezték már üzembe, 1953-ban selejtezésre kerültek. A működőképes 11, 13 és 19 pályaszámú járművek járműcserével 1950. végén a MÁV-hoz kerültek, ahol 1955-ig selejtezték őket.

### Ausztria
A BBÖ a mozdonyokat változatlan számokkal vette állagba és 1929-ig selejtezte őket.

### Románia
Románia 53 darabot kapott, itt a mozdonyok megtartották a sorozat- és pályaszámukat. A járművek Nagyvárad, Kolozsvár, Brassó, Marosvásárhely, Karánsebes, Petrozsény, Piski és Nagyvárad fűtőházaihoz tartoztak és 1929-ig vettek részt a tehervonatok továbbításában. Az utolsó példányt 1936-ban selejtezték.

### Csehszlovákia
Csehszlovákiába 6 db 335-ös került, melyeket 1924-ig leselejtezték, így új sorozatjelet és pályaszámot már nem kaptak.

### Jugoszlávia
Jugoszláviában 18 darab maradt, a mozdonyokat itt is hamarosan leselejtezték. A JDŽ egyetlen mozdony számára jelölt ki új sorozatjelet és pályaszámot (123-001), melyet azonban még az átszámozás előtt selejteztek. A második világháború végén a MÁV egy 335-öse jugoszláv területen maradt, melyet a JDŽ állagba vett: ez a példány valószínűleg rövid ideig ténylegesen viselte az újra kiosztott 123-001 pályaszámot.

### Lengyelország
A PKP az állagába került példányokat 1927-ig mind selejtezte, így új sorozatjelet és pályaszámot nem kaptak.

### Olaszország
Olaszországba az első világháború harcai során 3 darab került, melyek az FS-nél a 211.001–003 pályaszámokat kapták.

## Megmaradt mozdonyok
A MÁV Istvántelki Főműhely gőzmozdonyjavító VI. osztály csarnokában szétszerelve található a III. osztályú, 269. pályaszámú, később 335,095 pályaszámú gép, mely eredetileg a bécsújhelyi Sigl-gyárban, 1870-ben készült 1144 gyári számmal Magyar Keleti Vasúttársaság részére, ahol a 69 pályaszámot viselte. A mozdonyt 1961-ben selejtezték, majd Hatvan állomáson volt kiállítva a fiktív, 2001 pályaszámmal. 1985-ben a História Bizottság restauráltatta. Ez a mozdony a legidősebb üzemképesnek nyilvánított gőzmozdony Magyarországon.